# سيد معن (الهايي)
سيد معن (بالفارسية: سیدمعن) هي قرية وتقع في إيران في قسم الهايي الريفي. يقدر عدد سكانها بـ 538 نسمة بحسب إحصاء 2016.